# Janošik
Janošik (izvirno srbsko Јаношик) je naselje v Srbiji, ki upravno spada pod Občino Alibunar; slednja pa je del Južnobanatskega upravnega okraja.

## Demografija
V naselju živi 918 polnoletnih prebivalcev, pri čemer je njihova povprečna starost 39,1 let (37,8 pri moških in 40,5 pri ženskah). Naselje ima 384 gospodinjstev, pri čemer je povprečno število članov na gospodinjstvo 3,05.
To naselje je izrazito slovaško (glede na rezultate popisa iz leta 2002), a v času zadnjih treh popisov je opazno zmanjšanje števila prebivalcev.
|  |

| Demografija | Demografija     | Demografija     |
| Leto        | Št. prebivalcev | Št. prebivalcev |
| ----------- | --------------- | --------------- |
|             |                 |                 |
|             |                 |                 |
|             |                 |                 |
|             |                 |                 |
| 1948        | 1280            |                 |
| 1953        | 1281            |                 |
| 1961        | 1467            |                 |
| 1971        | 1488            |                 |
| 1981        | 1372            |                 |
| 1991        | 1225            | 1211            |
| 2002        | 1194            | 1171            |
|             |                 |                 |

| Etnična sestava po popisu iz leta 2002 | Etnična sestava po popisu iz leta 2002 | Etnična sestava po popisu iz leta 2002 | Etnična sestava po popisu iz leta 2002 | Etnična sestava po popisu iz leta 2002 |
| -------------------------------------- | -------------------------------------- | -------------------------------------- | -------------------------------------- | -------------------------------------- |
| Slovaki                                | Slovaki                                |                                        | 1.073                                  | 91,63%                                 |
| Srbi                                   | Srbi                                   |                                        | 63                                     | 5,38%                                  |
| Madžari                                | Madžari                                |                                        | 7                                      | 0,59%                                  |
| Ukrajinci                              | Ukrajinci                              |                                        | 4                                      | 0,34%                                  |
| Jugoslovani                            | Jugoslovani                            |                                        | 4                                      | 0,34%                                  |
| Romuni                                 | Romuni                                 |                                        | 3                                      | 0,25%                                  |
| Makedonci                              | Makedonci                              |                                        | 3                                      | 0,25%                                  |
| Hrvati                                 | Hrvati                                 |                                        | 2                                      | 0,17%                                  |
| Čehi                                   | Čehi                                   |                                        | 1                                      | 0,08%                                  |
| Neznano                                | Neznano                                |                                        | 0                                      | 0,0%                                   |